# Инжењерска чизма
Инжењерске чизме јесу амерички тип радничких кожних чизми. Њихов дизајн који не садржи пертле постао је популаран међу бајкерима. Оригинално су биле прављене као заштитна опрема за ватрогасце током 1930-их година. Постале су популарне након Другог светског рата због бајкерске субкултуре. Ове чизме су касније адаптирали и чланови скинхед и панк субкултура. Током 2010-их година су биле ношене због моде од стране жена и хипстера.

## Опис
Инжењерске чизме углавном се праве од дебеле и крте бикове коже. Та кожа углавном буде науљана да би се добила издржљивост и трајност, а обојена је углавном црном или браон бојом. Двослојне осовине могу бити високе између 7 и 17 инчи, а на врху су са шиљцима и релативно лабаве, иако се могу затегнути челичном траком. Још један ремен са челичном копчом постављен је на утор сваке чизме. С обзиром на њихову робусну конструкцију, ове чизме су веома тешке.
Прве инжењерске чизме скоро су увек биле црне боје. Прсти су били луковичасти, а ђонови су били од дебеле коже. Потпетице биле су високе око један и три четвртине инча са благим нагибом напред, а ивице су биле конкавне. Неке су такође биле прилагођене каишевима са клиновима или копчама. Модерне инжењерске чизме варирају у величинама прстију, висинама пета, материјалима, или у употреби челичних арматура.

## Историја

### Порекло
Током 1930-их година, Chippewa Shoe Manufacturing Company правила је чизме које су биле базиране на енглеским чизмама за јахање коња. West Coast Shoe Company (Веско) заполеча је производњу својих "инжењерских чизми" 1939. године. Инжењерске чизме првобитно су биле намењене као заштитна опрема за ватрогасце који су радили на парним железничким машинама (инжењери), јер су њихово ушивање и дизајн били идеални за рад у условима са угљем, жаром и оштрим ивицама. Ово је највероватније био извор имена. Вескове чизме одмах су постале популарне код заваривача на бродоградилиштима из околине Портланда, Орегон, којима су биле потребне лабавије ципеле које су могле брзо да се скину. Инжењерске чизме биле су током Другог светског рата претекнуте од стране борбених чизми и тиме се њихова потражња драстично смањила.

### Распострањеност
И Чипева и Веско знатно су повећали продају инжењерских чизми крајем 1940-их година. Дошло је до послератног бума у потражњи чизми, поготово са великом потражњом од стране ветерана и бајкера. Бајкери су освојили инжењерске чизме због њиховог дизајна без пертли не би ометао појасебе за вожњу мотора. Популарност ових чизми је додатно прожета њиховом употребом од стране јавних личности као што су Марлон Брандо и Џејмс Дин у њиховим филмовима Дивљак (1953.) и Бунтовник без разлога (1955.).
Инжењерске чизме су у великој мери биле повезане са Америчком субкултуром грисерима и бајкерима који су их носили током 1950-их година. Они су допринели "бунтовном" изгледу тинејџера током тог периода. Ова естетика коришћена је у криминалистичкој драми Млади дивљаци (1961.), у којој су антагонисти носили ове чизме. Од 1950-их година па до и током 1970-их година, инжењерске чизме често су биле оглашаване у каталозима малопродајних продавница. Крајем 1960-их година, инжењерске чизме често су биле ношене од стране хаслера и чланова геј кожне субкултуре због фетиша физми. Током 1970-их година, ове чизме адаптирали су скинхеди. Након тога, ове чизме постале су део панк моде. Током 2010-их година, инжењерске чизме, као и остале индустријске чизме, су се носиле због моде, поготово од стране жена и хипстера.